# Klaas-Erik Zwering
Klaas Erik "Klaas-Erik" Zwering (ur. 19 maja 1981 w Eindhoven) – holenderski pływak, specjalizujący się w stylu dowolnym i grzbietowym.
Jego największym sukcesem jest wywalczenie srebrnego medalu podczas igrzysk olimpijskich w Atenach (2004) w sztafecie 4 × 100 m stylem dowolnym.
W 1999 roku zdobył złoto w mistrzostwach Europy w Stambule w sztafecie 4 × 100 m stylem dowolnym. W tej samej sztafecie wywalczył również srebro mistrzostw świata w Fukuoce (2001).